# Ернсгаден
Ернсгаден (њем. Ernsgaden) општина је у њемачкој савезној држави Баварска. Једно је од 19 општинских средишта округа Пфафенхофен ан дер Илм. Према процјени из 2010. у општини је живјело 1.520 становника. Посједује регионалну шифру (AGS) 9186116.

## Географски и демографски подаци
Ернсгаден се налази у савезној држави Баварска у округу Пфафенхофен ан дер Илм. Општина се налази на надморској висини од 361 метра. Површина општине износи 7,5 km². У самом мјесту је, према процјени из 2010. године, живјело 1.520 становника. Просјечна густина становништва износи 203 становника/km².